# Sawyer County
Sawyer County är ett administrativt område i delstaten Wisconsin i USA. År 2010 hade county 16 557 invånare. Den administrativa huvudorten (county seat) är Hayward. 

## Geografi
Enligt United States Census Bureau har countyt en total area på 3 497 km². 3 254 km² av den arean är land och 243 km² är vatten.

### Angränsande countyn
- Bayfield County - nord
- Ashland County - nordost
- Price County - öst
- Rusk County - syd
- Barron County - sydväst
- Washburn County - väst
- Douglas County - nordväst